# Санти Козма е Дамиано (Рим)
„Санти Козма е Дамиано“ (на италиански: Santi Cosma e Damiano) е титулярна християнска базилика, разположена в Римския форум в Рим, на Via dei Fori Imperiali № 1.

## История
През 527 г. Амалазунта, дъщеря на остготския крал Теодорих Велики, подарява на папа Феликс IV библиотеката на форума на Веспасиан и езическия храм на Ромул. Папата разпорежда да обединят двете сгради в нов християнски храм, посветен на гръцките братя Козма и Дамян. През 780 г. папа Адриан І дава на базиликата статут на дякония. През 1503 г. базиликата е предоставена на грижите на Третия орден на Свети Франциск, едно от разклоненията на ордена на францисканците, а през 1512 г. с официален папски декрет, е потвърдено дарението на базиликата на ордена. Базиликата претърпява разрушения при земетресението през 1600 г. и е възстановена по време на понтификата на папа Климент VIII (1592 – 1605). През 1626 г. папа Урбан VIII осъществява пълна реконструкция на базиликата. През 1946 г. е извършен нов ремонт и разширение.

## Интериор
В базиликата е запазена една от най-красивите в Рим апсидни мозайки, изобразяваща сцената на Второто пришествие на Исус Христос. Централният образ на Спасителя е заобиколен от по малките изображения на апостолите Петър и Павел, както и на братята лечители Козма и Мамян. В базиликата се съхраняват мощите на св. св. Козма и Дамян.